# Віслав І
Віслав І (*бл. 1180  —7 червня 1250) — князь Рюгену у 1221—1250 роках.

## Життєпис
Походив з династії Віславичів. Син Яромара I, князя Рюгена, та Ґільдегарди, доньки Кнуда V, короля Данії. Вперше згадується у 1193 році. Після смерті батька у 1217 або 1218 році отримав від свого брата рюгенського князя Барнути володіння.
У 1219 році брав участь у поході Вальдемара I, короля Данії, у поході проти естів. У 1221 році після зречення Барнута, Віслав I став новим князем Рюгену.
Під час свого князювання Віслав I брав участь у військових походах короля Данії під час війни з Ганзою. Так, звитяжив у битві при Мельні у 1225 році та битві при Борнхьоведі у 1227 році проти графства Гольштейн та Ганзейського союзу. Незважаючи на поразку данців у дансько-ганзейській війні, князь Рюгена зберіг вірність королю Вальдемару I. 
У 1231 році заснував цистерціанський монастир Нойєнкамп. У 1234 році надав Штральзунду статус міста й видав йому численні привілеї. Того ж року звільнився від данської залежності, ставши самостійним володарем. Надалі сприяв значному економічному піднесенню свого князівства.
У 1245 році зробив сина Яромара своїм співволодарем. Помер у 1250 році. Після нього став панувати молодший син Яромар II.

## Родина
Дружина — Маргарет
Діти:
- Ярослав (1215–1242/1243)
- Петро (*після 1215 – 1237)
- Віслав (*бл.1220 – 1243/44)
- Буріслав (*до 1231 – 1237)
- Ніколаус (*до 1231 – 1237)
- Яромар (*1218 – 1260), князь Рюгена у 1250-1260 роках